# مسجد نظام
مسجد نظام مربوط به دوره پهلوی اول است و در کرمانشاه، خیابان مدرس، محله فیض‌آباد، کوچه نظام، بن‌بست نظام واقع شده و این اثر در تاریخ ۲۲ اسفند ۱۳۸۵ با شمارهٔ ثبت ۱۸۱۲۵ به‌عنوان یکی از آثار ملی ایران به ثبت رسیده است.